# مريم الحمادي
مريم الحمادي طالبة بكليات التقنية العليا في الإمارات العربية المتحدة ومغامرة إمراتية، اشتهرت بكونها أول إمرأة من دولة الإمارات تتسلق أعلى قمة جبل في الهملايا والتي تدعى ب«كونغ اسكاي لا» ويبلغ طولها 5000 مترًا فوق سطح البحر. استغرقت الرحلة ثلاثة اسابيع تحت شعار«من رمال صحراء ليوا إلى صحراء القطب الجنوبي الثلجية». انطلقت من مطار دبي في السابع من آذار\مارس 2014 إلى الأرجنتين بمشاركة 88 مغامرا ومغامرة من 27 جنسية مختلفة الساعة الثامنة صباحاً واستمرت حتى الخامسة مساءً، وسارت لمسافة 500 كيلومتر بالسيارات، ثم انتقل المغامرون لركوب الدراجات الهوائية لمسافة 30 كيلو متراً، ومن ثم بدأ تحدي تسلق الجبل إلى قمة «كونغ اسكاي لا».